# Pont de Queensboro
El pont de Queensboro (Queensboro Bridge) enllaça dos boroughs de New York, l'illa de Manhattan i Queens (a Long Island). Travessa l'East River salvant una petita illa, Roosevelt Island.

## Característiques
És un pont voladís (pont metàl·lic sostingut per bigues al centre) de 1135m de longitud total.
El pont posseeix dos nivells, el superioramb quatre vies de circulació i l'inferior amb sis vies, quatre per a vehicles de motor, dues per als ciclistes i vianants.

## Història
Les primeres proposicions de connectar Manhattan amb Long Island, barri a l'oest del Queens, es remunten a 1838, i un primer muntatge financer va ser temptat per una societat privada el 1867. Desgraciadament, els seus esforços van ser debades i finalment va fer fallida en als anys 1890. El projecte veu la llum finalment el 1903, sota l'impuls del servei dels ponts de New York, dirigit per Gustav Lindenthal en col·laboració amb Leffert L. Buck i Henry Hornbostel, dissenyadors del Williamsburg Bridge. La construcció va començar aviat però va ser retardada. Un dels revoltons es va esfondrar durant una tempesta i hi va haver un llarg període d'agitació social, amb vagues i fins i tot una temptativa de sabotatge amb dinamita per part de sindicalistes extremistes.
El pont va ser inaugurat el 30 de març de 1909. Les obres havien costat la vida de cinquanta persones, per un preu de cost de 18 milions de dòlars de l'època. Era aleshores conegut amb el nom de Blackwell's Island Bridge.
Durant la construcció, era el pont voladís més llarg dels Estats Units. El nivell superior oferia dues vies per als vehicles de motor i per a dues vies de ferrocarril, i a l'inferior quatre vies de circulació i dues vies de tramvia. S'han tret les vies fèrries i el tramvia als anys 1940 i 1950 per obtenir onze vies de circulació, s'ha ampliat més tard i s'ha portat al nombre de deu. D'ençà 1987, el pont està en fase de renovació, i ja s'hi han gastat més de 300 milions de dòlars.

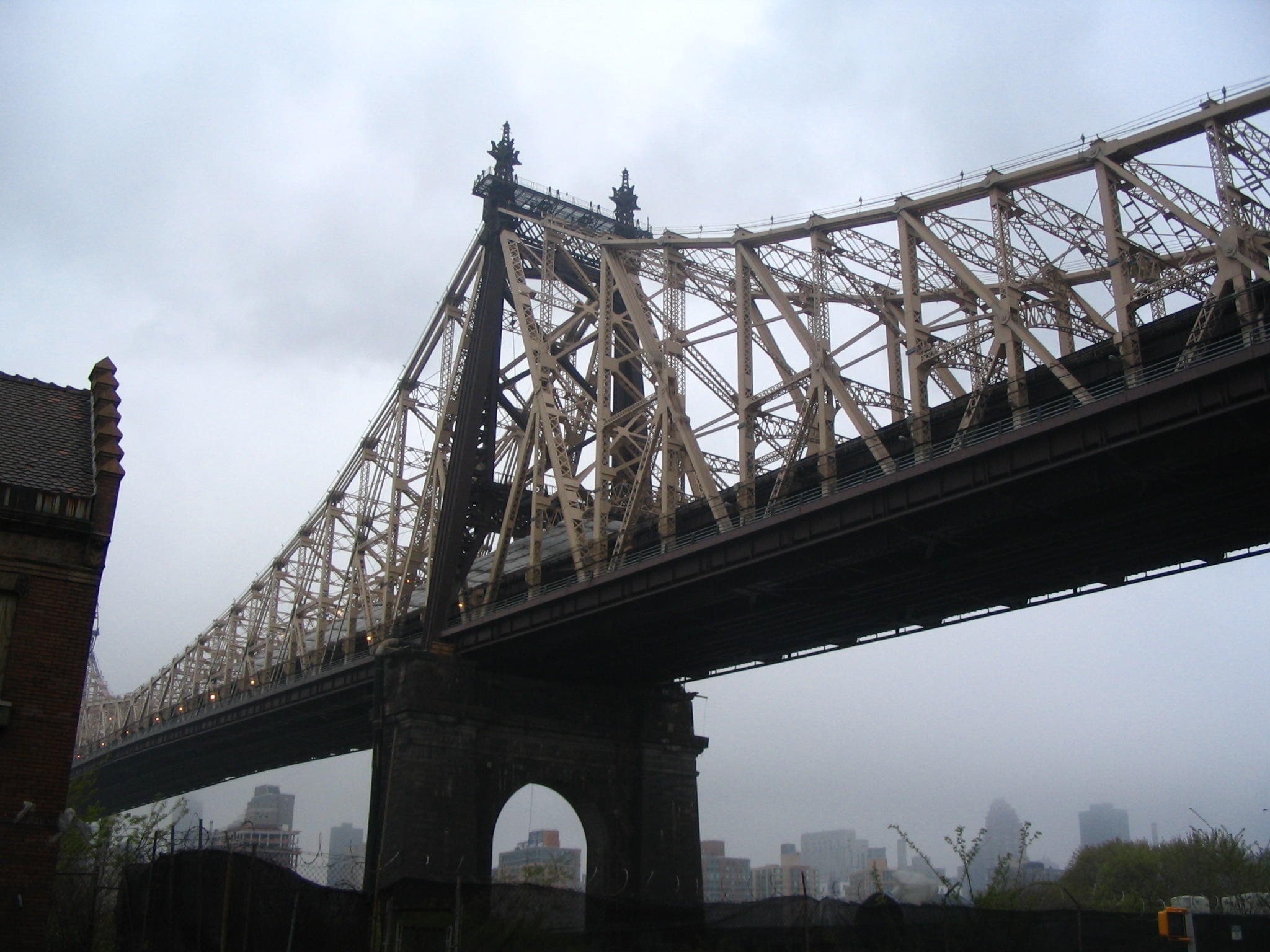
El pont de Queensboro a Long Island.

## Anècdotes
El pont de Queensboro s'anomena també «59th Street Bridge», pel número del carrer que li dona accés a Manhattan. Aquest sobrenom ha inspirat una cançó, escrita pel duo Simon and Garfunkel: «The 59th St. Bridge Song (Feelin' Groovy)».
Al registre cinematogràfic, s'hi va rodar el 2002 una important escena de la pel·lícula Spiderman realitzada per Sam Raimi. S'hi veu el «Green Goblin» precipitar Mary Jane Watson des del pont, i Spiderman ha de triar si l'ha de salvar o anar a socórrer els passatgers del telefèric de Roosevelt Island. Però és sobretot Woody Allen que ha immortalitzat aquest pont en l'imaginari col·lectiu amb una escena cèlebre del seu film Manhattan, rodada el 1979.